# Blair kastély
A Blair-kastély (skót gaelül: Caisteil Bhlàir) a skóciai Perthshire-ben, Blair Atholl falu közelében áll. Atholl hercegének és egyben a Murray klán székhelye volt. A jelenlegi herceg Dél-Afrikában él, de a kastély már egy alapítvány tulajdona. A kastély Glen Garry (folyó) mellett áll, és stratégiai helyet foglal el a központi skót-felföldön áthaladó egyik fő útvonalon Perth és Inverness között, az előbbihez jóval közelebb. A kastély A kategóriájú műemlék épület.

## Története
A Blair-kastélyt állítólag 1269-ben John I Comyn, Badenoch Lordja (meghalt 1275 körül), David Strathbogie, Atholl 8. grófjának (meghalt 1270. augusztus 6.) északi szomszédja kezdte építeni a gróf földjén, miközben a gróf keresztes hadjáraton volt távol. A gróf panaszt tett a betolakodó miatt III. Sándor skót királynak, visszakapta földjét, és a felépített tornyot beépítette a saját kastélyába.
Az Atholl grófi címről bővebben olvashat az Atholl grófjai szócikk részletben.
A XVII. századi három királyság háborúja során Murray családból többen támogatták a royalista ügyet, ami ahhoz vezetett, hogy 1650-es invázióját követően Oliver Cromwell hadserege elfoglalta Blair kastélyát és egy hozzá hű Murray családtagot nevezett ki az Atholl birtokok élére. A kastélyt és a birtokot a royalista Murray-ok Cromwell bukása után tudott csak visszafoglalni. Így maradt a kastély mindvégig a Murray család tulajdonában.
Az 1745-ös jakobita felkelés során a lázadó trónkövetelő, Charles Edward Stuart herceg és jakobita serege a Blair-kastélyt kétszer is elfoglalta. Először 1745 szeptemberének elején több napra, majd 1746 februárjának elején ismét több napra. A felkelés utolsó szakaszában ostrom alá vették a kastélyt, 1746 márciusában a védők kifogytak az élelemből, ám a jakobita csapatok  cullodeni csatában döntő vereséget szenvedtek és elmenekültek.
1844-ben Viktória királynő és hitvese, Albert herceg meglátogatta a Blair kastélyt, és ott szállt meg. Ez után adta meg az engedélyt az Atholl Highlanders megalapítására.
A kastély egy részét az első világháború idején kórházzá alakították.
1996 februárjában bekövetkezett halála előtt Atholl 10. hercege jótékonysági alapba helyezte Blair kastélyt és birtokainak nagy részét, megvédve őket az örökösödési adóktól. Örököse, John Murray, a 11. herceg nem kívánja elhagyni szülőföldjét, Dél-Afrikát, nem költözött Skóciába, ahogy a jelenlegi 12. herceg (2024) herceg sem.
2011. március 10-én éjszaka tűz ütött ki a vár óratornyánál (nem része a középkori épületnek), aminek következtében a torony teteje és a második emelet az első emeletre omlott. Az óratornyot és az emeletet 2012-ben újjáépítették.

## A kastély és a kertek
A kastély legrégebbi része a hatemeletes Cummings vagy Comyn-torony, amely megőrizhette a XIII. századi formáját, bár nagyrészt a XV. században épült. A vár központi részét képező részeket először a XVI. században építették meg. A déli lakásokat a XVIII. század közepén toldották az épülethez. Az óratornyot is magába foglaló délkeleti vonulatot Archibald Elliot építette újjá egy 1814-es tűzvész után. Végül a kastély az 1870-es években érte el mai formáját, amikor David Bryce az egész épületet átalakította Atholl 7. hercege számára Skót Bárói stílusban, és létrehozta a báltermet. 1885-ben tovább alakították az épületet, amikor szárnyat adott hozzá.
Az első világháború idején a kastélyt kisegítő kórházként használták, majd 1922 után a család kényelmesebbnek találta, ha nem a kastélyban lakik. A kastély 1936 óta látogatható. Számos szobájában fontos fegyvergyűjtemények, vadásztrófeák, a Murray klán emléktárgyai, néprajzi tárgyak, festmények, bútorok és kézimunkák találhatók, amelyeket a Murray család gyűjtött generációkon keresztül.
A kastély egyben helyőrsége az Atholl Highlanders, az Atholl hercegek magánhadserege, amely Európa egyetlen legális magánhadserege.
A legtöbb Atholl herceg a családi temetőben van eltemetve, a St. Bride's Kirk romjai mellett, a Blair-kastély területén. A St Bride's templom Old Blair falusi temploma volt, de 1823 után használaton kívül került, amikor a birtok faluját áthelyezték jelenlegi helyére.

## Képek
- A Blair Castle bejárati sugárútja.
- A kastély kapuháza.
- Az Atholl Highlanders felvonulása a kastély előtt.
- Az ebédlő. Az ebédlőt a XVI. századi nagyteremből a második herceg építtette, amikor a régi kastélyt György-korabeli kastéllyá alakíttatta át.
- A nagyterem. Fegyvereket, pajzsok (targe)[5] és muskéták, amelyeket a cullodeni csatában használtak.
- A fogadószoba (the drawing room).[6] A bútorok közé tartoznak aranyozott székek és Chipchase kanapéi, a 3. hercegnő és családja által hímzett huzatokkal.
- Négyoszlopos ágy a Gobelin szobában. Az itt található Mortlake falikárpitok I. Károly brit király tulajdonában voltak, a király kivégzése után Oliver Cromwell eladta őket.
- A híres finom porcelán gyűjtemény, főként meißeni és Sèvres porcelánból.